# Нашвок (Міннесота)
Нашвок (англ. Nashwauk) — місто (англ. city) в США, в окрузі Ітаска штату Міннесота. Населення — 970 осіб (2020).

## Географія
Нашвок розташований за координатами 47°22′51″ пн. ш. 93°9′55″ зх. д. / 47.38083° пн. ш. 93.16528° зх. д. (47.380713, -93.165201).  За даними Бюро перепису населення США в 2010 році місто мало площу 39,61 км², з яких 37,75 км² — суходіл та 1,86 км² — водойми.

## Демографія
Згідно з переписом 2010 року, у місті мешкали 983 особи в 452 домогосподарствах у складі 258 родин. Густота населення становила 25 осіб/км².  Було 551 помешкання (14/км²).
Расовий склад населення:
| - 96,4 % — білих - 0,9 % — корінних американців - 0,1 % — азіатів |

До двох чи більше рас належало 2,4 %. Частка іспаномовних становила 0,8 % від усіх жителів.
За віковим діапазоном населення розподілялося таким чином: 21,8 % — особи молодші 18 років, 57,7 % — особи у віці 18—64 років, 20,5 % — особи у віці 65 років та старші. Медіана віку мешканця становила 42,4 року. На 100 осіб жіночої статі у місті припадало 90,1 чоловіків;  на 100 жінок у віці від 18 років та старших — 90,3 чоловіків також старших 18 років.
Середній дохід на одне домашнє господарство  становив 55 084 долари США (медіана — 48 068), а середній дохід на одну сім'ю — 55 658 доларів (медіана — 52 083). Медіана доходів становила 52 083 долари для чоловіків та 33 542 долари для жінок. За межею бідності перебувало 14,0 % осіб, у тому числі 25,7 % дітей у віці до 18 років та 10,1 % осіб у віці 65 років та старших.
Цивільне працевлаштоване населення становило 404 особи. Основні галузі зайнятості: освіта, охорона здоров'я та соціальна допомога — 22,0 %, виробництво — 18,1 %, роздрібна торгівля — 16,6 %.